# 統計處涉嫌造假事件
統計處涉嫌造假事件是對香港政府統計處統計員涉嫌大規模地虛報調查資料的指控，由《明報》自2013年1月7日起連續3日以頭條率先報道。事件可能令到香港政府的重大數據低估了失業及劏房問題，引起香港社會的廣泛關注。

## 造假指控
2013年1月7日《明報》報導3名統計處前線統計員表示，在每月「綜合住戶統計調查」中，約有一半前線統計員涉嫌造假，例如在調查失業人士時，私自訛稱失業人士無意重返勞動市場，以跳過約12條的跟進問題，減省訪問時間來提高「工作效率」。亦有前線人員表示，大批統計員上門調查時，一旦遇上劏房戶，就會訛稱「無人應門」而不作調查。因為按照統計員的工作指標，調查「一劏四」的住戶，只算是一宗個案，卻要進行4份問卷，因而有誘因去造假。事件可能令到政府的統計數字低估失業率及劏房數目，長年無反映失業人士及劏房戶的實際情况。
對於統計處處長歐陽方麗麗稱即使失業率在造假指控下，仍然脗合另外3項數據的走勢；2013年1月9日《明報》反駁稱，處長引用的3項數據中的「名義工資指數」，其原始材料來自同樣涉嫌造假的「勞工收入統計調查」。
自稱前合約訪問員的陳先生，連續於2013年1月8日及9日致電香港電台節目《千禧年代》，指自己在2010年至2011年任職期間，亦曾發現造假，他表示統計處很着重統計員做問卷的成功率，員工亦視之為能否升職的重要指標，所以有同事為了維持成功率在百分之95，會揀住戶訪問。陳表示，曾經在覆檢時發現受訪者不願意被列為家庭主婦，但問卷卻填上家庭主婦，之後向上司反映，但反而被要求不要理會，稱「呢啲嘢冇得搞」。陳先生認為，造假並非個別事件，造假事件是統計處內部監管制度問題，亦是員工間「公開的秘密」，但因「家醜不出外傳」，負責覆檢數據的職員亦「隻眼開，隻眼閉」。陳繼稱，不可能每個月都有過九成成功率，但處方也沒有懷疑，並任由這批人升職。

## 各界意見
2013年1月7日，香港大學社會工作及社會行政學系講座教授周永新稱，若果控指屬實，對事件感到震驚，指出因為政府制訂政策及學者研究社會問題，均是依賴統計處的數據，國際機構亦引用上述的數據去分析香港情况，是國際層面上的問題，政府有必要徹查。
1月8日，社區組織協會主任何喜華認為，事件嚴重影響制定扶貧及基層住屋政策，而他一直質疑統計處的劏房數據偏低，他接觸的基層市民亦反映，從來未接受過統計處的家庭訪問。
1月10日，署名「一群來自統計處不同組別的前線員工」的數十名前線統計員致信行政長官及審計署署長，促請獨立調查，及要求統計處進行改革，因為處方要求的「工作記錄表」只著重訪問速度，逼使員工提高工作效率而誘使造假。有統計員指出，事發後統計處彌漫白色恐怖，擔心處方會「揪出告密者」，而非複檢涉失實的數據，又稱有同事不滿意有人向傳媒告密，聲言要揪出「內鬼」及報警處理。他們同時會向廉政公署舉報，要求調查有否上級收受利益，任由造假員工晉升。
1月11日，民主黨主席劉慧卿批評統計處「自己查自己」，去信要求廉政公署調查有否公職人員行為失當，及是否有人收受利益，令造假人員升識。公民黨郭家麒則要求成立獨立委員會調查。

## 政府回應
2013年1月8日，行政長官梁振英表示關注事件，將會進行內部調查。統計處處長歐陽方麗麗宣布成立小組調查，由她親自領導，成員有一名獨立人士，調查將會於6週內完成，及會向財經事務及庫務局局長陳家強匯報，並且推行三招防假，包括與工會召開會議強調求真求準的專業堅持、加強覆核抽查及現場突擊檢查等。
1月10日，政府宣布成立「統計數據質素檢定調查小組」，調查小組的獨立人士由1名增加至3名，包括現任統計諮詢委員會委員陳毅恒及謝錦強、以及前委員關永盛。陳毅恒教授為中文大學統計學講座教授，而謝錦強是樂施會前任主席；關永盛則是恒生指數有限公司董事兼總經理。此外， 調查小組成員亦包括政府經濟顧問代表。

## 「統計數據質素檢定調查小組」調查結果
2013年3月25日，「統計數據質素檢定調查小組」完成審視相關統計數據的真確性及現時統計數據質素檢定系統的調查，並向財經事務及庫務局局長提交有關報告。調查小組採取以證據為依歸的原則進行調查，審視得到的實證和調查結果，確保調查不偏不倚，並採取獨立及客觀的態度作出結論及建議。調查小組根據覆核結果，認為沒有足夠證據質疑有關統計數據的整體真確性，並認為統計調查的數據質素足夠穩妥，能提供基本的資料以編製相關的統計數字。調查小組就統計處現行的數據質素檢定系統以及統計調查的外勤工作管理系統提出了6項建議。
2014年初，政府統計處在回應財務委員會在審核2014-15年度財政年度預算時所作出的提問時表示，「統計數據質素檢定調查小組」所提出的6項建議中，已落實其中5項。